# Nyelvi lateralizáció

## A lateralizáció anatómiája
A mediális hosszanti hasadék két elhatárolt féltekére bontja fel az emberi agyat, az ezek közti kapcsolatot pedig a corpus callosum biztosítja. A féltekéken erős (bár nem teljes) kétoldalú szimmetria figyelhető meg, mind funkcióban, mind felépítésben. Szerkezetileg a lateral sulcus a legtöbb embernél hosszabb a bal féltekén, funkcionálisan a Broca terület, amely tulajdonképpen az emberi agy beszédközpontjának felel meg, és a Wernicke terület, amelynek funkciója az írott és beszélt nyelv megértésével kapcsolatos, az emberek 95%-ánál csak a bal féltekén található meg.

## A lateralizáció és a modularitás
A féltekékre vonatkozóan köztudott általánosítás a pszichológiában, hogy a bal féltekét ”logikus”, míg a jobbat ”kreatív” féltekének is nevezik, azonban ezeket a címkéket óvatosan kell kezelni, hiszen bár igaz, hogy a laterális dominancia mérhető, azonban az igazság az, hogy mindkét félteke közreműködik mindkét típusú folyamatban, és kevés kísérleti bizonyíték van, amely alátámasztaná az ilyesfajta széles körű általánosításokat.
Az agyi funkciók modularitása illetve specializációja továbbra is vizsgálat alatt áll. Ha az agy egy adott területe (vagy akár egy egész félteke) megsérül vagy teljesen elpusztul, akkor annak funkcióit átvehetik a szomszédos régiók az azonos féltekén, vagy egy annak megfelelő terület az ellenoldali féltekén, a sérült területtől és a beteg korától függően. Amikor egy sérülés bizonyos területek közti kapcsolatokat szakít meg, akkor alternatív kapcsolatok jöhetnek létre azért, hogy információ áramolhasson a leválasztott területhez is.

## A lateralizáció és a funkcionalizmus
Habár bizonyos funkciók lateralizáltak, ez igazából csak tendenciának tekinthető. Számos egyént vizsgálva abban is különbségeket fedezhetünk fel, hogy az egyes funkciók végrehajtása hogyan történik. Az agyi funkciók lateralizációja egyértelmű az olyan jelenségek vizsgálatakor mint jobb- illetve balkezesség , vagy a bal, esetleg a jobb fül előnyben részesítése . Ettől függetlenül azonban egy ember domináns keze, illetve füle nem mutatja meg egyértelműen, hogy az egyes agyi funkciók hol helyezkednek el. Bizonyos trendek azonban megfigyelhetők, a jobbkezesek 95%-ánál a bal agyfélteke domináns nyelvi funkciókra nézve, a balkezesek 18,8%-ánál pedig a jobb félteke. Emellett a balkezesek 19,8%-a kétoldalú nyelvi funkciókkal rendelkezik, habár a különböző nyelvi funkciók között is különbözhet a dominancia.

## A lateralizáció területén végzett kutatások története

### Broca
Az agyi funkciók lateralizációjának első nyomai egy francia orvos, Pierre Paul Broca kutatásaihoz fűzhetők 1861-ből. Kísérleteit egy ”Tan” becenévvel ellátott személyen végezte, aki afáziában szenvedett. A ”tan” szó egyike volt azon keveseknek amelyet érthetően ki tudott mondani, innen kapta becenevét. Tan boncolásakor Broca megállapította, hogy egy szifiliszes elváltozás található a bal féltekéjén. A Broca területet érő sérülések esetén fellépő problémát expresszív afáziának nevezzük.

### Wernicke
Egy német orvos, Carl Wernicke, Broca kutatásainak nyomán végezte kísérleteit és azoknak a nyelvi zavaroknak az okait vizsgálta, amelyek nem tartoznak bele a Broca által definiált expresszív afáziába. Azt vette észre, hogy a bal hátsó superior temporális gyrust (amely manapság már Wernicke területként ismeretes) érő sérülések a nyelv megértésében okoznak problémákat, nem pedig a nyelvprodukcióban. Az afáziának ezt a típusát receptív afáziának nevezzük.

## Az agyi lateralizáció vizsgálati eszközei

### A képalkotó technika fejlődése
A feljebb említett kutatásokat betegeken, illetve post-mortem agyakon végezték, ezért felmerülhet a kérdés, hogy a patológiának milyen hatásai voltak a kutatási eredményekre. Új kutatási módszerek megjelenésével azonban már egészséges emberek féltekéjének vizsgálatára is lehetőség kínálkozik. Ilyen módszerek például az MRI (mágnesrezonancia-képalkotás) és a PET (Pozitronemissziós tomográfia). Ezek nagy előrelépést jelentettek, mert a nagyfelbontású képeken lehetővé vált az agykérgi szerkezetek megjelenítése.

### Elektrokortikográfia
1940-ben egy amerikai idegsebész Wilder Penfield és az ő kollégája Herbert Jasper kifejlesztettek egy technikát az agy feltérképezésére, amely segítségével az agyműtét mellékhatásait csökkenteni, az epilepsziát pedig kezelni lehet. Eljárásuk során a motoros és a szomatoszenzoros kérget stimulálták kisméretű elektródákkal, hogy különálló agyterületeket  aktiváljanak. Arra jutottak, hogy az egyik agyféltekén végzett ilyesfajta ingerlés a test (agyféltekével) ellentétes  oldalán okoz izom összehúzódásokat.

### Hasított agyú betegek vizsgálata
Az 1960-ban Michael Gazzaniga és Roger Wolcott Sperry által hasított agyú betegeken végzett kísérletek az agyi lateralizáció még nagyobb fokú megértéséhez vezettek. Hasított agyú betegeknek azokat nevezzük, akik átestek kérgestest-átvágáson, amelyet nagyrészt kisebb rohamok kezelésére végeznek. Ez a műtét a corpus callosum átmetszését jelenti. Az agy féltekéi a corpus callosumon keresztül kommunikálnak. Amikor ez a kapcsolat megszűnik, akkor a két agyfélteke jóval kisebb mértékben tud csak kommunikálni egymással. Ez több érdekes viselkedésbeli eseményhez is vezetett. Az egyik fő észrevételük az volt, hogy habár a jobb félteke képes kezdetleges nyelvi feldolgozásra, de gyakran nem rendelkezik lexikai vagy nyelvtani képességekkel.
Eran Zaidel, aki szintén végzett hasonló környezetben kutatásokat, arra is talált bizonyítékot, hogy a jobb félteke is rendelkezik bizonyos szintaktikai képességekkel. Ha elválasztjuk a két féltekét, a jobb félteke működése csak a konkrét szavak szókincsére korlátozódik. Az azonban bizonyos, hogy a bal félteke bontja hangokra a szavakat, a jobb félteke egyszerűen képtelen erre.

### A Wada-teszt
Többféle lehetőség van a féltekei dominancia meghatározására. A Wada-teszt során az egyik agyféltekébe érzéstelenítőt juttatnak a nyaki artériákon keresztül. Miután az egyik féltekét ily módon elaltatják, egy neuropszichológiai vizsgálatot végeznek annak megállapítására, hogy az adott személynek melyik féltekéje domináns a beszédprodukcióhoz, a beszéd megértéséhez és a verbális és a vizuális memória funkciókhoz kapcsolódóan.

## Lateralizáció és egyéb kognitív képességek
A vizuális és az auditív ingerek feldolgozása, a térbeli manipuláció, az arcok feldolgozása és a művészi képességek bilaterálisak, de jellemzően a jobb agyfélteke feldolgozásának fölényét mutatják. A numerikus becslés, a számok összehasonlítása és az online számolás  jellemzően a bilaterális parietális régiók működésétől függ, amíg a pontos számolások és a tények visszakeresése a bal parietális régiókhoz kapcsolható, valószínűleg a nyelvi feldolgozással való szorosabb kapcsolatuk miatt. A diszkalkulia egy neurológiai tünetegyüttes, amely a bal temporális lebeny és a parietalális lebeny junkció sérülésével kapcsolható össze. Ez a szindróma rossz numerikus manipulációval, rossz mentális számolási képességekkel jár, valamint azzal, hogy az egyén képtelen megérteni a matematikai fogalmakat. A pontos számolások és a tények visszakeresése a bal parietális régiókhoz kapcsolhatóak, valószínűleg a nyelvi feldolgozással szorosabb kapcsolatuk miatt. A diszkalkulia egy neurológiai tünetegyüttes, ami a bal temporo-parietális junkció sérülésével hozható összefüggésbe. Ez a szindróma rossz numerikus manipulációval, rossz mentális számtani készséggel jár együtt, valamint azzal, hogy a diszkalkuliás személy képtelen megérteni vagy alkalmazni a matematikai fogalmakat.

## Lateralizáció és patológiák
A depresszió egy hiperaktív bal féltekei működéshez köthető, a kapcsolat a negatív érzelmek feldolgozásában, a pesszimista gondolatokban és a nem-konstruktív gondolkodási stílusokban is megmutatkozik. A vigilancia, az arousal és az önreflexió a viszonylag hipoaktív bal féltekéhez kapcsolható és „konkrétan részt vesz a kellemes élmények feldolgozásában” és „aránylag jobban részt vesz a döntéshozó folyamatokban” (Hecht, 2010). Továbbá „a bal félteke léziói egy torzítottabb válasz kiváltásában játszanak szerepet, vagy ahhoz tartozó hibamintázatot eredményeznek, míg a jobb féltekés léziók kommisszív torzítást, vagy annak megfelelő hibamintázatot eredményeznek”. A téveszmés miszidentifikációs szindrómák, a reduplikatív paramnézia és a Capgras-szindróma gyakran jobb félteki lézió után jelentkeznek. Bizonyíték van arra, hogy a jobb féltéke jobban részt vesz az új szituációk feldolgozásában, a bal félteke pedig inkább a tanult, jól begyakorolt folyamatok feldolgozásáért felel.

### Jobb féltekei nyelvi sérülések
Jobb oldali sérülés esetén meghatározóan károsodik a verbális és a téri anyagok nyelvbéli integrációja. A jobb oldali sérültek gyakran bőbeszédűek, jellemző rájuk a nyelvi konfabuláció, nem képesek megérteni az indirekt kérdéseket. Ezekkel a sérültekkel gyakran nehézzé válik a társalgás, a nyelvi pragmatikai szempontjainak megértése gyakran károsodik, nehézkessé válik a kontextushoz kötött nyelvhasználat.

### Az affektív prozódia és zavarai
A prozódia olyan beszédjellemzők összefoglaló neve, amely attitűdöket és érzelmek közlését szolgálják a hallgatóság felé.
A jobb féltekéjükön sérültek rosszabbul teljesítenek a beszélő érzelmi tónusának megítélésében. Elliot Ross (1999) jobb oldali sérültek beszédmegértését és produkcióját vizsgálva különféle aprozódiákat írt le. Ezeket affektív kódolási, illetve dekódolási komplex szindrómákként határozhatjuk meg. Az eddig jelentősebb kutatási adatok alapján az érzelmi prozódiát alapvetően a jobb félteke dolgozza fel, azonban kétoldali aktivációs mintázat is kimutatható (pl. szubvokális ismétlés) alatt.

## A lateralizációs elképzelés hangsúlyosabbá tétele
Terence Hines állítja, hogy az agyi lateralizációhoz kapcsolódó kutatások érvényesek, mint egy kutatási program, azonban a kereskedelmi promóterek ezeket a kutatási eredményeket gyakran különféle termékek és témák támogatására használják, gyakran félreértelmezve azokat.